# 스콧 맥닐

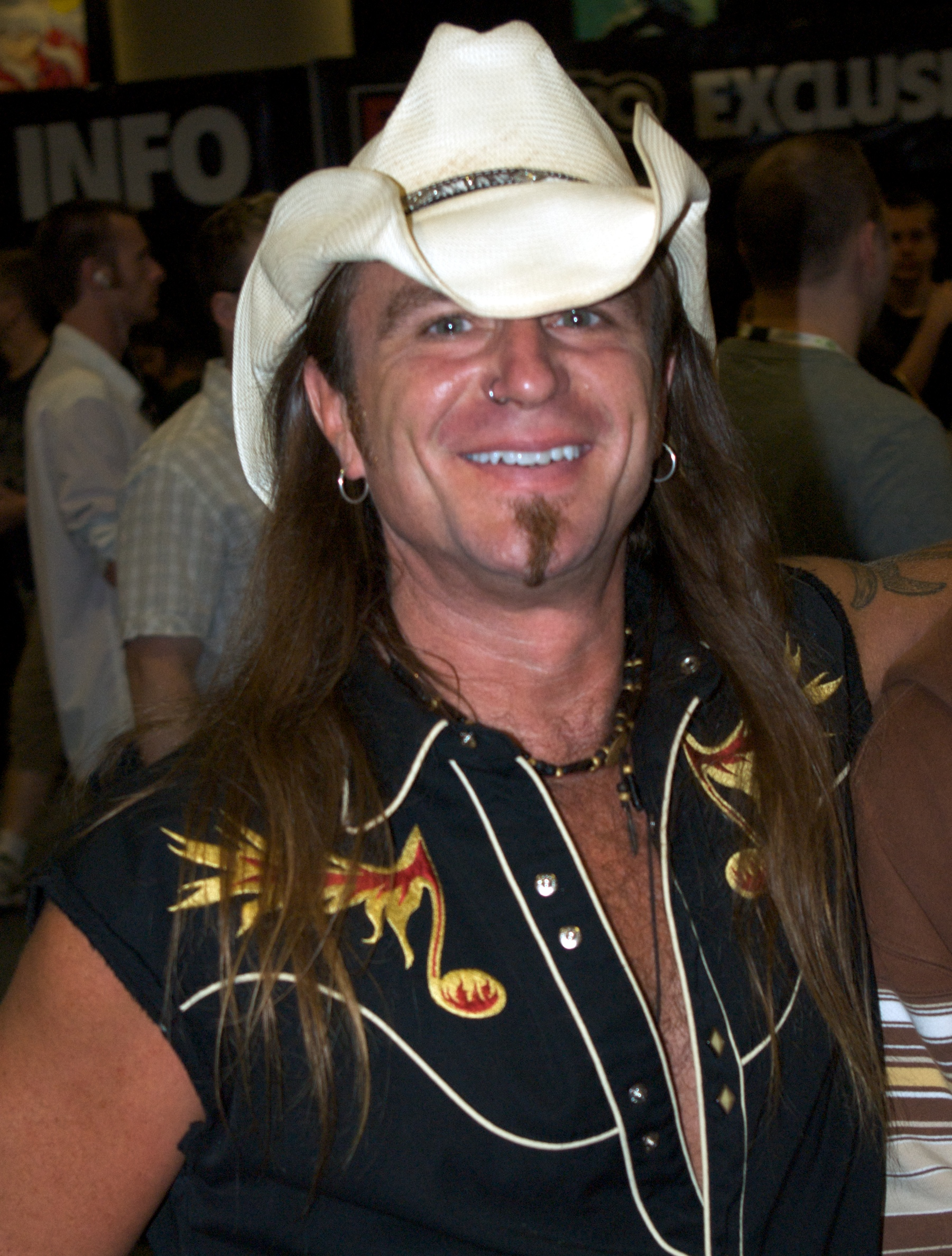

스콧 맥닐(Scott McNeil, 1962년 9월 15일 ~ )은 캐나다의 배우, 성우, 텔레비전 배우이다.

## 영화
- 고 피쉬! (2019년) - 파울/찰스왕 목소리 역
- 우디 우드페커 (2017년)
- 헐크 대 (2009년)
- 다이아몬드 성의 바비 (2008년)
- 그린 체인 (2007년)
- 하이랜더 - 복수의 전사 (2007년)
- 자니 테스트 (2005년)
- 바이오니클 3: 보이지 않는 함정 (2005년)
- 강철의 연금술사 - 샴발라를 정복한 자 (2005년)
- 펭귄 나라 산타클로스 (2004년)
- 기동전사 건담 - 시드 데스티니 (2004년)
- 스쿠비 두 2 - 몬스터 대소동 (2004년)
- 벤허 (2003년)
- 바이오니클 - 빛의 가면 (2003년)
- 바비의 백조의 호수 (2003년)
- 기동전사 건담 시드 (2002년)
- 브로큰 세인츠 (2001년)
- 빨간 코 순록 루돌프와 장남감 섬 (2001년)
- 천공의 에스카플로네 - 극장판 (2000년)
- 꼬마 유령 캐스퍼 4 - 크리스마스 소동 (2000년)
- 어머! 물고기가 됐어요 (2000년) - 영어 더빙 역
- 엑스맨 - 에볼루션 (2000년)
- 트랜스포머 - 비스트머신 (1999년)
- 슬리핑 독 (1998년)
- 제3의 눈 (1995년)
- 블랙 뷰티 (1995년)
- 매직 기프트 오브 더 스노우맨 (1995년)
- 천사의 미소 (1994년)
- 크래커잭 (1994년)
- 전영소녀 (1992년)
- 드래곤 볼 Z (1989년)
- 기동전사 건담 - 역습의 샤아 (1988년)